# Projekt Cetus
Projekt Cetus je podmornica bez posade koju razvija Ujedinjeno Kraljevstvo.
Nazvan po Cetusu, mitološkom morskom čudovištu, projekt financira program Spearhead za protupodmorničko ratovanje, koji vodi “Razvojna uprava” Kraljevske mornarice iz njihovog sjedišta u Portsmouthu, a isporučuje ga Agencija za dostavu podmornica u Bristolu. Podmornice je dizajnirala i izradila tehnološka tvrtka MSubs sa sjedištem u Plymouthu.
Plovilo je dugačko 12,2 metara i teško 17 tona te može pokriti 1000 milja oceanskog dna u jednoj misiji. Nosi ime Cetus, po mitološkom morskom čudovištu, a trebalo bi biti isporučeno mornarici do 2024. i bit će prva podmornica bez posade u britanskoj floti.

## Galerija
- Cetus, bočni odjeljak za korisni teret.
- Cetus trup
- Cetus-tlačne-posude
- Cetus u kontejneru od 40 stopa